# Anosia vorkeinus
Anosia vorkeinus är en fjärilsart som beskrevs av Johannes Karl Max Röber 1886. Anosia vorkeinus ingår i släktet Anosia och familjen praktfjärilar. Inga underarter finns listade i Catalogue of Life.